# Kinda Miss You
"Kinda Miss You" är en låt framförd av den kanadensiska sångaren Deborah Cox, inspelad till hennes sjätte studioalbum Work of Art (2015). Låten skrevs av Jessica Karpov, Khristopher Riddick-Tynes och Leon Thomas och producerades av Riddick-Tynes och Thomas som produktionsduon The Rascals. "Kinda Miss You" är en R&B-låt med element av funk och elektronisk dansmusik som ökar i tempo från att inledningsvis vara en powerballad till att efter första refrängen istället bli upptempo. I låttexten sjunger Cox om en avslutad romans och en partner som hon saknar och inte kan släppa tankarna på.
"Kinda Miss You" hade internetpremiär i slutet av januari 2015. Låten, som gavs ut i form av digital nedladdning via Itunes Store och Amazon.com den 3 februari 2015, var från början tänkt som huvudsingel för Work of Art. I april 2015 meddelade dock Billboard att "More than I Knew" skulle bli albumets huvudsingel istället. Vid utgivningen mottog "Kinda Miss You" positiv kritik från professionella musikjournalister som hyllade låtens roliga och dansanta karaktär. Många jämförde den med "Latch" (2012), en låt som framfördes av det brittiska bandet Disclosure och artisten Sam Smith.

## Bakgrund och utgivning
I november 2008 släppte Deborah Cox sitt femte studioalbum The Promise. Albumet blev hennes första som indieartist på det egna bolaget Deco Recording Group. Efter utgivningen fokuserade Cox på Broadway med huvudrollen i Jekyll & Hyde och spelade in covers av Whitney Houstons låtar som användes i TV-filmen Whitney (2014). I februari 2015 meddelades det att Cox finslipade sitt sjätte studioalbum Work of Art, som planerades för utgivning under sommaren samma år. Tidskriften Huffington Post tillkännagav att "Kinda Miss You" skulle ges ut som huvudsingel. Låten hade premiär 28 januari 2015 och släpptes som digital nedladdning den 3 februari 2015 via Itunes Store och Amazon.com. Den 13 april 2015 meddelade dock Billboard att "Kinda Miss You" hade ersatts av "More than I Knew" som huvudsingel för albumet.

## Inspelning och komposition
"Det är en bra låt. Jag tror att den har alla element av vem jag är musikaliskt. Den ger dig mjuk, soulfylld ballad i början och blir sen något coolt med obekymrade beats som får dig att vilja röra på dig. Jag ville verkligen ha något roligt som försmak inför det här albumet."
"Kinda Miss You" skrevs och producerades av Khristopher Riddick-Tynes och Leon Thomas, mer kända som produktionsduon The Rascals. Låtskrivaren Jessica Karpov kom med ytterligare bidrag till texten. "Kinda Miss You" är en R&B-låt som innehåller element av genrerna elektronisk dansmusik och funk, och har en speltid på tre minuter och sjutton sekunder. Låten börjar som en mjuk powerballad men ändrar takt inför refrängen och får istället pulserande taktslag i upptempo som beskrevs som "retro-electro funk" av en skribent från webbplatsen Axs.com.
I en intervju med Huffington Post sade Cox: "Jag ville ge ut något som visade på var jag befinner mig i mitt liv nu. Jag skulle beskriva den som en soulfylld låt men som man ändå kan dansa till, det är en 'inte-så-sorgsen' kärlekslåt". Hon fortsatte: "Under åren har jag fortsatt att utforska olika typer av musik. Jag tyckte att den här låten verkligen reflekterade var jag befinner mig nu. Den utforskar en roligare sida." Texten i "Kinda Miss You" beskriver framförarens saknad och sentimentalitet över en avslutad romans. I refrängen sjunger Cox: "I kinda miss you but I don't know why/ 'cause being with you was like do-or-die/ I can't let you go, you're stuck to my soul". När Cox skulle beskriva låtens handling sade hon: "Meningen bakom 'Kinda Miss You' är att jag saknar alla i musikbranschen". Hon elaborerade: "Jag har gjort Broadway de senaste fyra, fem åren och även andra saker så det är skönt att komma tillbaka till musiken, fansen och liveframträdandena."

## Mottagande och marknadsföringsvideo
"Kinda Miss You" mottog positiv kritik från professionella musikjournalister. Dan Hyman från Billboard skrev: "'I convinced myself I was through' sjunger Cox på debutsingeln från hennes första album på sju år, men divan bevisar motsatsen. Beväpnad med heta, wobblande förtecken är det här en långsamtgående dansöverraskning – och Coxs otvivelaktigt bästa singel på flera år – som återinför lite välbehövlig klass i nattklubben." Recensenter från webbplatserna Urban Land Media och FDRMX jämförde låten med "Latch" (2012) framförd av Disclosure och Sam Smith, och trodde att den skulle kunna ha framgång på pop- och R&B-radio. Recensenten från den sistnämnda webbplatsen skrev: "Nog hade fans hoppats på en R&B-ballad likt 'Nobody's Supposed to Be Here' men det är en välkommen överraskning att se sångfågeln ge ut en låt som skulle kunna ha stora framgångar internationellt". Recensenten fortsatte: "Producenterna Khristopher Riddick-Tynes och Leon Thomas (The Rascals) ger en rolig och intelligent lekfullhet till 'Kinda Miss You'. Det är bra när producenter kan transformera en kärleksballad till en stimulerande dansgolvshymn."
Soul Bounce var också positiv till låten men ansåg att det var omöjligt att inte associera den med "Latch". Recensenten skrev: "Trots likheterna är Deborah tillbaka i sitt rätta element, med en röst som förgyller låten." Singersroom beskrev "Kinda Miss You" som "rolig" och "bekymmerslös" medan Perez Hilton ansåg att den var "trallvänlig". I en intervju med YMMW meddelade Cox att en marknadsföringsvideo för "Kinda Miss You" skulle komma inom kort. Videon dokumenterade fotograferingen inför albumomslaget till Work of Art och laddades upp på Coxs officiella VEVO-kanal den 11 mars 2015.

## Medverkande
- Deborah Cox – huvudsång
- Khristopher Riddick-Tynes – låtskrivare, musikproducent
- Leon Thomas – låtskrivare, producent
- Jessica Karpov – låtskrivare

## Utgivningshistorik
| Land/Region     | Datum           | Format                      | Skivbolag              |
| --------------- | --------------- | --------------------------- | ---------------------- |
| Internationellt | 28 januari 2015 | Streaming (internetpremiär) | Deco, BMG/Primary Wave |
| USA             | 3 februari 2015 | Digital nedladdning         | Deco, BMG/Primary Wave |
| Storbritannien  | 3 februari 2015 | Digital nedladdning         | Deco, BMG/Primary Wave |
| Tyskland        | 3 februari 2015 | Digital nedladdning         | Deco, BMG/Primary Wave |
| Japan           | 3 februari 2015 | Digital nedladdning         | BMG-Vagrant            |